# Episodi di That '70s Show (sesta stagione)
La sesta stagione della serie televisiva That '70s Show è andata in onda negli Stati Uniti sul canale FOX dal 29 ottobre 2003 al 19 maggio 2004, mentre in Italia è stata trasmessa da Jimmy.
I titoli delle puntate di questa stagione sono presi da alcune canzoni degli Who.
| nº | Titolo originale           | Titolo italiano | Prima TV USA     | Prima TV Italia |
| -- | -------------------------- | --------------- | ---------------- | --------------- |
| 1  | The Kids Are Alright       |                 | 29 ottobre 2003  |                 |
| 2  | Join Together              |                 | 5 novembre 2003  |                 |
| 3  | Magic Bus                  |                 | 12 novembre 2003 |                 |
| 4  | The Acid Queen             |                 | 19 novembre 2003 |                 |
| 5  | I'm Free                   |                 | 26 novembre 2003 |                 |
| 6  | We're Not Gonna Take It    |                 | 3 dicembre 2003  |                 |
| 7  | Christmas                  |                 | 17 dicembre 2003 |                 |
| 8  | I'm A Boy                  |                 | 7 gennaio 2004   |                 |
| 9  | Young Man Blues            |                 | 14 gennaio 2004  |                 |
| 10 | A Legal Matter             |                 | 4 febbraio 2004  |                 |
| 11 | I Can See For Miles        |                 | 11 febbraio 2004 |                 |
| 12 | Sally Simpson              |                 | 18 febbraio 2004 |                 |
| 13 | Won't Get Fooled Again     |                 | 25 febbraio 2004 |                 |
| 14 | Baby Don't You Do It       |                 | 3 marzo 2004     |                 |
| 15 | Who Are You                |                 | 10 marzo 2004    |                 |
| 16 | Man With Money             |                 | 17 marzo 2004    |                 |
| 17 | Happy Jack                 |                 | 24 marzo 2004    |                 |
| 18 | Do You Think It's Alright? |                 | 31 marzo 2004    |                 |
| 19 | Substitute                 |                 | 21 aprile 2004   |                 |
| 20 | Squeezebox                 |                 | 28 aprile 2004   |                 |
| 21 | 5:15                       |                 | 5 maggio 2004    |                 |
| 22 | Sparks                     |                 | 12 maggio 2004   |                 |
| SP | That '70s Bloopers         |                 | 12 maggio 2004   |                 |
| 23 | My Wife                    |                 | 16 maggio 2004   |                 |
| 24 | Going Mobile               |                 | 19 maggio 2004   |                 |
| 25 | The Seeker                 |                 | 19 maggio 2004   |                 |